# Diocèse de Linares (Chili)
Ne doit pas être confondu avec Diocèse de Linares (Mexique).
Le diocèse de Linares (en latin : Dioecesis Linarensis ; en espagnol : Diócesis de Linares) est un diocèse de l'Église catholique du Chili, suffragant de l'archidiocèse de Santiago du Chili. 

## Territoire
Le diocèse comprend les provinces de Linares et de Cauquenes ainsi que les communes de Constitución et d'Empedrado de la province de Talca.
Son territoire s'étend sur 15 111 km2 divisé en 33 paroisses. Le siège épiscopal est à Linares où se trouve la cathédrale Saint-Ambroise.

## Histoire
Le diocèse est érigé le 18 octobre 1925 par la constitution apostolique Notabiliter aucto du pape Pie XI, recevant son territoire du diocèse de Concepción (aujourd'hui archidiocèse de Concepción) ; le même jour sont également créés les diocèses de Chillán et Temuco. Il est nommé suffragant de l'archidiocèse de Santiago du Chili dès sa création.
Le 10 janvier 1963, le territoire s'agrandit, recevant des communes qui appartenaient au diocèse de San Bartolomé de Chillánet au diocèse de Talca.

## Évêques
- Miguel León Prado (14 décembre 1925 - 3 mars 1934)
- Juan Subercaseaux Errázuriz (es) (23 février 1935 - 8 janvier 1940) nommé archevêque de La Serena
- Roberto Moreira Martínez (22 mars 1941 - 2 février 1958)
- Augusto Osvaldo Salinas Fuenzalida, SS.CC (15 juin 1958 - 14 décembre 1976)
- Carlos Marcio Camus Larenas (11 décembre 1976 - 17 janvier 2003)
- Tomislav Koljatić depuis le 17 janvier 2003